# 宝立七夕キリコ祭り
宝立七夕キリコ祭り（ほうりゅうたなばたキリコまつり）は、石川県珠洲市宝立町鵜飼地区で8月7日（旧暦7月7日）に行われる「キリコ」を用いた祭り。2015年（平成27年）4月24日、「灯り舞う半島 能登 - 熱狂のキリコ祭り-」の構成文化財として日本遺産に認定される。

## 概要
同祭は、高さ約14m、重さ約2tもの大型のキリコを各地区で組み立て（各地区6本、中学生は6mのキリコ1本を）、運行。人口減少に伴い、周辺地域（の「キリコ祭り」）が「担ぐキリコ」から「タイヤ（車輪）をつけて引くキリコ」にしている中、「大型キリコを担ぐ」スタイルをとり続けている（よって、担ぐキリコとしては能登最大級のキリコである。）。また、祭り開催日も土･日等に移す傾向もあるが、｢七夕｣との立場から8月7日の開催を変更していない。祭り終盤は、キリコが海に入り、設置した「松明（たいまつ）」の回りをまわり、バックでは花火が打ち上げられる（通称：海中乱舞）。
なお、同祭では(地元で)「アゴ祭り（およばれ）」と呼ばれる供応は執り行われない。
かつては大キリコが7本（見附朝日・上組・下組・黒峰・山の手・春日野上・春日野下）子供キリコは4本（上組・下組・春日野上・春日野下）の11本だったが、春日野地区の統合により当時最大級のキリコを地元工務店に依頼し新調した。現在は中ノ釜と呼ばれている。したがって大キリコは6本となり現在に至る。
子供キリコは少子化の影響などで次第に減り、現在は1本になった。
それまでのキリコは柳田地区などの中古を購入し使用していたが、上組や中ノ釜に続いて黒峰地区も新調、以後見附朝日、下組、山の手地区の順に新調した。同時に全てが以前より巨大化されている。現存の宝立七夕で一番大きいキリコは見附朝日地区である。
特徴としてあげられるものは、屋根下の四隅に吊るされた七夕飾りの吹流しに四本柱には大笹を飾り、白木のキリコなど（黒峰地区のみ黒塗り）である。
この祭りは「ちょんがりまつり」や「砂取りまつり」の3祭りで「珠洲まつり」の一環として行われる。よって観光祭りの位置付けとなる。

## 主な日程
- 8月6日 - 前夜祭(午後6時)
- 8月7日 - キリコ運行(午後6時30分~)
  - キリコ広場集合(午後8時頃)
  - 港橋集合(午後9時頃)
  - 海中乱舞(午後10時30分頃)

## 雨天時の対応と花火
同祭は、雨天であってもキリコの運行は原則執り行う。また、波やうねりも運行に支障がなければ、海中乱舞も原則行うこととなっている。ただし、海中乱舞の際、同時に行われる花火は安全性から翌週の14日に改めて「花火大会」として行うことになっている。2009年の同祭は雨天であったが、海中乱舞の際は晴れ、海でキリコが舞う姿と花火が同時に見ることができた。

## 観光客の参加について
近年の少子化および、過疎化によっての担ぎ手減少に伴い、観光客の祭り参加も可能である（積極的に募集する地区もある）。各地区の世話役に問い合わせれば祭りで着用する「ハッピ」の貸し出しをしてくれる。また、これまで参加は男性のみとされてきたが、近年は女性の担ぎ手も認められ少なからずいる。なお、肩当て・足袋、晒（さらし）は各自持参となっている。